# Kelly Hill Caves
Die Kelly Hill Caves sind ein Höhlensystem im Kelly Hill Conservation Park auf Kangaroo Island in Australien (im Bundesstaat South Australia).
Die 1880 entdeckte Höhle ist im Rahmen von geführten Besichtigungen zugänglich. Es gibt sowohl normale Schauhöhlentouren auf festen Wegen, als auch Höhlenbefahrungen in unausgebauten Teilen mit bis zu drei Stunden Dauer.
In den Höhlen wurden zahlreiche Knochen von ausgestorbenen oder nicht mehr auf der Insel vorkommenden Tieren gefunden.
Im zugehörigen Park gibt es viele Dolinen, ein Anzeichen für die starke Verkarstung des Gebiets.